# Beatyfikowani i kanonizowani przez Benedykta XVI
Beatyfikowani i kanonizowani przez Benedykta XVI – lista świętych i błogosławionych wyniesionych na ołtarze w czasie pontyfikatu Benedykta XVI.
Papież Benedykt XVI dokonał 96 beatyfikacji, ogłaszając 289 błogosławionych, w tym swojego poprzednika Jana Pawła II oraz 11 kanonizacji, ogłaszając 44 świętych, w tym jedną błogosławioną poprzez kanonizacje równoważną.
Poniższe tabele przedstawią listę osób beatyfikowanych/kanonizowanych przez Benedykta XVI w poszczególnych latach pontyfikatu.

## I rok pontyfikatu
| Wyniesieni na ołtarze                  | Data beatyfikacji                               | Data kanonizacji                             |
| -------------------------------------- | ----------------------------------------------- | -------------------------------------------- |
| Marianna Cope                          | 14 maja 2005(dts)                               | 21 października 2012(dts)                    |
| Ascensión Nicol Goni                   | 14 maja 2005(dts)                               | —                                            |
| Władysław Findysz                      | 19 czerwca 2005(dts)                            | —                                            |
| Bronisław Markiewicz                   | 19 czerwca 2005(dts)                            | —                                            |
| Ignacy Kłopotowski                     | 19 czerwca 2005(dts)                            | —                                            |
| Klemens August von Galen               | 9 października 2005(dts)                        | —                                            |
| Zygmunt Gorazdowski                    | 26 czerwca 2001(dts) (przez Jana Pawła II)      | 23 października 2005(dts)                    |
| Józef Bilczewski                       | 26 czerwca 2001(dts) (przez Jana Pawła II)      | 23 października 2005(dts)                    |
| Feliks z Nikozji                       | 12 lutego 1888(dts) (przez Leona XIII)          | 23 października 2005(dts)                    |
| Albert Hurtado Cruchaga                | 16 października 1994(dts) (przez Jana Pawła II) | 23 października 2005(dts)                    |
| Kajetan Catanoso                       | 4 maja 1997(dts) (przez Jana Pawła II)          | 23 października 2005(dts)                    |
| Maria od Aniołów Ginard Martí          | 29 października 2005(dts)                       | —                                            |
| Józef Tápies Sirvant                   | 29 października 2005(dts)                       | —                                            |
| Paschalis Araguàs Guàrdia              | 29 października 2005(dts)                       | —                                            |
| Piotr Martret Moles                    | 29 października 2005(dts)                       | —                                            |
| Sylwester Arnau y Pasqüet              | 29 października 2005(dts)                       | —                                            |
| Józef Boher Foix                       | 29 października 2005(dts)                       | —                                            |
| Franciszek Castells Areny              | 29 października 2005(dts)                       | —                                            |
| Józef Jan Perot Juanmartí              | 29 października 2005(dts)                       | —                                            |
| Eurozja Fabris Barban                  | 6 listopada 2005(dts)                           | —                                            |
| Karol de Foucauld                      | 13 listopada 2005(dts)                          | 15 maja 2022(dts) (przez Franciszka)         |
| Maria od Ukrzyżowania Curcio           | 13 listopada 2005(dts)                          | —                                            |
| Maria Pia Mastena                      | 13 listopada 2005(dts)                          | —                                            |
| Trzynastu męczenników meksykańskich    |                                                 |                                              |
| Józef Sánchez del Río                  | 20 listopada 2005(dts)                          | 16 października 2016(dts) (przez Franciszka) |
| Józef Anaklet González Flores          | 20 listopada 2005(dts)                          | —                                            |
| Rajmund Wincenty Vargas González       | 20 listopada 2005(dts)                          | —                                            |
| Jerzy Rajmund Vargas González          | 20 listopada 2005(dts)                          | —                                            |
| Józef Dionizy Ludwik Padilla Gómez     | 20 listopada 2005(dts)                          | —                                            |
| Józef Lucjan Ezechiel Huerta Gutiérrez | 20 listopada 2005(dts)                          | —                                            |
| Salwator Huerta Gutiérrez              | 20 listopada 2005(dts)                          | —                                            |
| Ludwik Magańa Servín                   | 20 listopada 2005(dts)                          | —                                            |
| Michał Gómez Loza                      | 20 listopada 2005(dts)                          | —                                            |
| Józef Trynidad Rangel                  | 20 listopada 2005(dts)                          | —                                            |
| Andrzej Solá Molist                    | 20 listopada 2005(dts)                          | —                                            |
| Leonard Pérez Lários                   | 20 listopada 2005(dts)                          | —                                            |
| Dariusz Acosta Zurita                  | 20 listopada 2005(dts)                          | —                                            |
| Eliasza od św. Klemensa Fracasso       | 18 marca 2006(dts)                              | —                                            |

## II rok pontyfikatu
| Wyniesieni na ołtarze                  | Data beatyfikacji                               | Data kanonizacji                          |
| -------------------------------------- | ----------------------------------------------- | ----------------------------------------- |
| Alojzy Biraghi                         | 30 kwietnia 2006(dts)                           | —                                         |
| Ludwik Monza                           | 30 kwietnia 2006(dts)                           | —                                         |
| Augustyn Thevarparampil                | 30 kwietnia 2006(dts)                           | —                                         |
| Maria Teresa od św. Józefa             | 13 maja 2006(dts)                               | —                                         |
| Maria Grazia Tarallo                   | 14 maja 2006(dts)                               | —                                         |
| Ryta od Jezusa                         | 28 maja 2006(dts)                               | —                                         |
| Eustachy van Lieshout                  | 15 czerwca 2006(dts)                            | —                                         |
| Mojżesz Tovini                         | 17 września 2006(dts)                           | —                                         |
| Sára Salkaházi                         | 17 września 2006(dts)                           | —                                         |
| Maria Teresa Scrilli                   | 8 października 2006(dts)                        | —                                         |
| Rafał Guízar Valencia                  | 29 stycznia 1995(dts) (przez Jana Pawła II)     | 15 października 2006(dts)                 |
| Teodora Guérin                         | 25 października 1998(dts) (przez Jana Pawła II) | 15 października 2006(dts)                 |
| Filip Smaldone                         | 12 maja 1996(dts) (przez Jana Pawła II)         | 15 października 2006(dts)                 |
| Róża Venerini                          | 4 maja 1952(dts) (przez Piusa XII)              | 15 października 2006(dts)                 |
| Małgorzata Maria López de Maturana     | 22 października 2006(dts)                       | —                                         |
| Paweł Józef Nardini                    | 22 października 2006(dts)                       | —                                         |
| Marian de la Mata Aparício             | 5 listopada 2006(dts)                           | —                                         |
| Eufrazja od Najświętszego Serca Jezusa | 3 grudnia 2006(dts)                             | 23 listopada 2014(dts) (przez Franciszka) |
| Adílio Daronch                         | 16 grudnia 2006(dts)                            | —                                         |
| Alojzy Boccardo                        | 14 kwietnia 2007(dts)                           | —                                         |
| Maria Magdalena od Męki Pańskiej       | 15 kwietnia 2007(dts)                           | —                                         |

## III rok pontyfikatu
| Wyniesieni na ołtarze                                | Data beatyfikacji                                           | Data kanonizacji                       |
| ---------------------------------------------------- | ----------------------------------------------------------- | -------------------------------------- |
| Franciszek Spoto                                     | 21 kwietnia 2007(dts)                                       | —                                      |
| Maria Róża Pellesi                                   | 29 kwietnia 2007(dts)                                       | —                                      |
| María del Carmen od Dzieciątka Jezus                 | 6 maja 2007(dts)                                            | —                                      |
| Antoni od św. Anny Galvão                            | 25 października 1998(dts) (przez Jana Pawła II)             | 11 maja 2007(dts)                      |
| Karol Liviero                                        | 27 maja 2007(dts)                                           | —                                      |
| Karol od św. Andrzeja                                | 16 października 1988(dts) (przez Jana Pawła II)             | 3 czerwca 2007(dts)                    |
| Jerzy Preca                                          | 9 maja 2001(dts) (przez Jana Pawła II)                      | 3 czerwca 2007(dts)                    |
| Szymon z Lipnicy                                     | 24 lutego 1685(dts) (przez Innocentego XI) (aprobata kultu) | 3 czerwca 2007(dts)                    |
| Maria Eugenia od Jezusa Milleret                     | 9 lutego 1975(dts) (przez Pawła VI)                         | 3 czerwca 2007(dts)                    |
| Bazyli Antoni Maria Moreau                           | 15 sierpnia 2007(dts)                                       | —                                      |
| Maria Celina od Ofiarowania Najświętszej Maryi Panny | 16 września 2007(dts)                                       | —                                      |
| Stanisław Papczyński                                 | 16 września 2007(dts)                                       | 5 czerwca 2016(dts) (przez Franciszka) |
| Maria Merkert                                        | 30 września 2007(dts)                                       | —                                      |
| Albertyna Berkenbrock                                | 20 października 2007(dts)                                   | —                                      |
| Manuel Gómez González                                | 21 października 2007(dts)                                   | —                                      |
| Adílio Daronch                                       | 21 października 2007(dts)                                   | —                                      |
| Franciszek Jägerstätter                              | 26 października 2007(dts)                                   | —                                      |
| Celina Chludzińska Borzęcka                          | 27 października 2007(dts)                                   | —                                      |
| Alonso Fuente                                        | 27 października 2007(dts)                                   | —                                      |
| Alonso Villar                                        | 27 października 2007(dts)                                   | —                                      |
| Mariano od świętego Józefa                           | 27 października 2007(dts)                                   | —                                      |
| Ovidio Bertrán                                       | 27 października 2007(dts)                                   | —                                      |
| Arriola Uranda                                       | 27 października 2007(dts)                                   | —                                      |
| Barredo Fernández                                    | 27 października 2007(dts)                                   | —                                      |
| Chumillas Fernández                                  | 27 października 2007(dts)                                   | —                                      |
| Echevarría Gorostiaga                                | 27 października 2007(dts)                                   | —                                      |
| Fabrega Julia                                        | 27 października 2007(dts)                                   | —                                      |
| Esténaga Echevarría                                  | 27 października 2007(dts)                                   | —                                      |
| Fernández Arenillas                                  | 27 października 2007(dts)                                   | —                                      |
| Fradera Ferragutcasas                                | 27 października 2007(dts)                                   | —                                      |
| García-Paredes Pallasá                               | 27 października 2007(dts)                                   | —                                      |
| Izquierdo Palacios                                   | 27 października 2007(dts)                                   | —                                      |
| Laplana Laguna                                       | 27 października 2007(dts)                                   | —                                      |
| López Hernando                                       | 27 października 2007(dts)                                   | —                                      |
| Mateo García                                         | 27 października 2007(dts)                                   | —                                      |
| Prat Hostench                                        | 27 października 2007(dts)                                   | —                                      |
| Reynés Solivellas                                    | 27 października 2007(dts)                                   | —                                      |
| Rodríguez Alonso                                     | 27 października 2007(dts)                                   | —                                      |
| Sáiz Aparicio                                        | 27 października 2007(dts)                                   | —                                      |
| Tristany Pujol                                       | 27 października 2007(dts)                                   | —                                      |
| 498 błogosławionych męczenników hiszpańskich         | 28 października 2007(dts)                                   | —                                      |
| Zefiryn Namuncurá                                    | 11 listopada 2007(dts)                                      | —                                      |
| Antoni Rosmini-Serbati                               | 18 listopada 2007(dts)                                      | —                                      |
| Lindalwa Justo de Oliveira                           | 2 grudnia 2007(dts)                                         | —                                      |
| Józefina Nicoli                                      | 3 lutego 2008(dts)                                          | —                                      |
| Celestyna od Matki Bożej                             | 30 marca 2008(dts)                                          | —                                      |

## IV rok pontyfikatu
| Wyniesieni na ołtarze                         | Data beatyfikacji                               | Data kanonizacji                             |
| --------------------------------------------- | ----------------------------------------------- | -------------------------------------------- |
| Kandelaria od św. Józefa                      | 27 kwietnia 2008(dts)                           | —                                            |
| Maria Magdalena od Wcielenia                  | 3 maja 2008(dts)                                | —                                            |
| Małgorzata Flesch                             | 4 maja 2008(dts)                                | —                                            |
| Marta Wiecka                                  | 24 maja 2008(dts)                               | —                                            |
| Maria Józefina od Jezusa Ukrzyżowanego        | 1 czerwca 2008(dts)                             | —                                            |
| Jakub z Ghaziru                               | 22 czerwca 2008(dts)                            | —                                            |
| Józefa Hendrina Stenmanns                     | 29 czerwca 2008(dts)                            | —                                            |
| Wincencja Maria Poloni                        | 21 marca 2008(dts)                              |                                              |
| Michał Sopoćko                                | 28 września 2008(dts)                           | —                                            |
| Franciszek Jan Bonifacio                      | 4 października 2008(dts)                        | —                                            |
| Franciszek Pianzola                           | 4 października 2008(dts)                        | —                                            |
| Kajetan Kosma Damian Errico                   | 14 kwietnia 2002(dts) (przez Jana Pawła II)     | 12 października 2008(dts)                    |
| Narcyza od Jezusa                             | 25 października 1992(dts) (przez Jana Pawła II) | 12 października 2008(dts)                    |
| Alfonsa Muttathupadathu                       | 8 lutego 1986(dts) (przez Jana Pawła II)        | 12 października 2008(dts)                    |
| Maria Bernarda Bütler                         | 29 października 1995(dts) (przez Jana Pawła II) | 12 października 2008(dts)                    |
| Ludwik Martin                                 | 19 października 2008(dts)                       | 18 października 2015(dts) (przez Franciszka) |
| Maria Zelia Martin                            | 19 października 2008(dts)                       | 18 października 2015(dts) (przez Franciszka) |
| Piotr Kibe Kasui i 187 towarzyszy męczenników | 24 listopada 2008(dts)                          | —                                            |
| Józef Eulalio Valdés                          | 29 listopada 2008(dts)                          | —                                            |

## V rok pontyfikatu
| Wyniesieni na ołtarze         | Data beatyfikacji                                                  | Data kanonizacji                     |
| ----------------------------- | ------------------------------------------------------------------ | ------------------------------------ |
| Archanioł Tadini              | 3 października 1999(dts) (przez Jana Pawła II)                     | 25 kwietnia 2009(dts)                |
| Noniusz Álvares Pereira       | 23 stycznia 1918(dts) (przez Benedykta XV)                         | 26 kwietnia 2009(dts)                |
| Bernard Tolomei               | 24 listopada 1644(dts) (przez Innocentego X) (zatwierdzenie kultu) | 26 kwietnia 2009(dts)                |
| Gertruda Comensoli            | 1 października 1989(dts) (przez Jana Pawła II)                     | 26 kwietnia 2009(dts)                |
| Katarzyna Volpicelli          | 29 kwietnia 2001(dts) (przez Jana Pawła II)                        | 26 kwietnia 2009(dts)                |
| Raphael-Louis Rafiringa       | 7 czerwca 2009(dts)                                                | —                                    |
| Emilia de Villeneuve          | 5 lipca 2009(dts)                                                  | —                                    |
| Eustachy Kugler               | 4 października 2009(dts)                                           | —                                    |
| Damian De Veuster             | 4 czerwca 1995(dts) (przez Jana Pawła II)                          | 11 października 2009(dts)            |
| Zygmunt Szczęsny Feliński     | 18 sierpnia 2002(dts) (przez Jana Pawła II)                        | 11 października 2009(dts)            |
| Franciszek Coll               | 29 kwietnia 1979(dts) (przez Jana Pawła II)                        | 11 października 2009(dts)            |
| Rafał Arnáiz Barón            | 27 września 1992(dts) (przez Jana Pawła II)                        | 11 października 2009(dts)            |
| Joanna Jugan                  | 3 października 1982(dts) (przez Jana Pawła II)                     | 11 października 2009(dts)            |
| Cyriak Maria Sancha y Hervás  | 18 października 2009(dts)                                          | —                                    |
| Carlo Gnocchi                 | 25 października 2009(dts)                                          | —                                    |
| Zoltán Meszlényi              | 31 października 2009(dts)                                          | —                                    |
| Maria-Alfonsyna Danil Ghattas | 22 listopada 2009(dts)                                             | 17 maja 2015(dts) (przez Franciszka) |
| Józef Samsó y Elias           | 23 stycznia 2010(dts)                                              | —                                    |
| Bernard Franciszek de Hoyos   | 18 kwietnia 2010(dts)                                              | —                                    |

## VI rok pontyfikatu
| Wyniesieni na ołtarze         | Data beatyfikacji                           | Data kanonizacji                             |
| ----------------------------- | ------------------------------------------- | -------------------------------------------- |
| Anioł Paoli                   | 25 kwietnia 2010(dts)                       | —                                            |
| Józef Tous y Soler            | 25 kwietnia 2010(dts)                       | —                                            |
| Teresa Manganiello            | 22 maja 2010(dts)                           | —                                            |
| Maria Pierina de Micheli      | 30 czerwca 2010(dts)                        | —                                            |
| Jerzy Popiełuszko             | 6 czerwca 2010(dts)                         | —                                            |
| Manuel Lozano Garrido         | 12 czerwca 2010(dts)                        | —                                            |
| Alojzy Grozde                 | 13 czerwca 2010(dts)                        | —                                            |
| Stefan Nehmé                  | 27 czerwca 2010(dts)                        | —                                            |
| Leopold z Alpandeire          | 12 września 2010(dts)                       | —                                            |
| Maria Izabela Salvat y Romero | 18 września 2010(dts)                       | 18 października 2015(dts) (przez Franciszka) |
| Jan Henryk Newman             | 19 września 2010(dts)                       | —                                            |
| Gerhard Hirschfelder          | 19 września 2010(dts)                       | —                                            |
| Klara Badano                  | 25 września 2010(dts)                       | —                                            |
| Anna Maria Adorni             | 3 października 2010(dts)                    | —                                            |
| Gerhard Hirschfelder          | 19 września 2010(dts)                       | —                                            |
| Andrzej Bessette              | 23 maja 1982(dts) (przez Jana Pawła II)     | 17 października 2010(dts)                    |
| Kandyda Maria od Jezusa       | 12 maja 1996(dts) (przez Jana Pawła II)     | 17 października 2010(dts)                    |
| Kamila Baptysta Varano        | 7 kwietnia 1843(dts) (przez Grzegorza XVI)  | 17 października 2010(dts)                    |
| Stanisław Kazimierczyk        | 18 kwietnia 1993(dts) (przez Jana Pawła II) | 17 października 2010(dts)                    |
| Maria MacKillop               | 19 stycznia 1995(dts) (przez Jana Pawła II) | 17 października 2010(dts)                    |
| Julia Salzano                 | 27 kwietnia 2003(dts) (przez Jana Pawła II) | 17 października 2010(dts)                    |
| Alfonsa Clerici               | 23 października 2010(dts)                   | —                                            |
| Maria Barbara Maix            | 6 listopada 2010(dts)                       | —                                            |

## VII rok pontyfikatu
| Wyniesieni na ołtarze                                    | Data beatyfikacji                              | Data kanonizacji                             |
| -------------------------------------------------------- | ---------------------------------------------- | -------------------------------------------- |
| Jan Paweł II                                             | 1 maja 2011(dts)                               | 27 kwietnia 2014(dts) (przez Franciszka)     |
| Justyn Maria Russolillo                                  | 7 maja 2011(dts)                               | 15 maja 2022(dts) (przez Franciszka)         |
| Jerzy Häfner                                             | 15 maja 2011(dts)                              | —                                            |
| Maria Klara od Dzieciątka Jezus                          | 21 maja 2011(dts)                              | —                                            |
| Irmã Dulce                                               | 22 maja 2011(dts)                              | 13 października 2019(dts) (przez Franciszka) |
| Klotylda Micheli (Maria Serafina od Najświętszego Serca) | 28 maja 2011(dts)                              | —                                            |
| Jan de Palafox y Mendoza                                 | 5 czerwca 2011(dts)                            | —                                            |
| Alojs Andricki                                           | 13 czerwca 2011(dts)                           | —                                            |
| Małgorzata Rutan                                         | 19 czerwca 2011(dts)                           | —                                            |
| Enrichetta Alfieri                                       | 26 czerwca 2011(dts)                           | —                                            |
| Klemens Vismara                                          | 26 czerwca 2011(dts)                           | —                                            |
| Serafin Morazzone                                        | 26 czerwca 2011(dts)                           | —                                            |
| János Scheffler                                          | 3 lipca 2011(dts)                              | —                                            |
| Elena Aiello                                             | 14 września 2011(dts)                          | —                                            |
| Francesco Paleari                                        | 17 września 2011(dts)                          | —                                            |
| Julia Ivanišević                                         | 24 września 2011(dts)                          | —                                            |
| Berchmana Leidenix                                       | 24 września 2011(dts)                          | —                                            |
| Krizina Bojanc                                           | 24 września 2011(dts)                          | —                                            |
| Antonija Fabjan                                          | 24 września 2011(dts)                          | —                                            |
| Bernadeta Banja                                          | 24 września 2011(dts)                          | —                                            |
| Antonia Maria Verna                                      | 2 października 2011(dts)                       | —                                            |
| Anna Maria Janer Anglarill                               | 8 października 2011(dts)                       | —                                            |
| Gwidon Maria Conforti                                    | 17 marca 1996(dts) (przez Jana Pawła II)       | 23 października 2011(dts)                    |
| Luigi Guanella                                           | 25 października 1964(dts) (przez Pawła VI)     | 23 października 2011(dts)                    |
| Bonifacia Rodríguez de Castro                            | 9 października 2003(dts) (przez Jana Pawła II) | 23 października 2011(dts)                    |
| Maria Katarzyna Irigoyen Echegaray                       | 29 października 2011(dts)                      | —                                            |
| Karol Lampert                                            | 13 listopada 2011(dts)                         | —                                            |
| Hildegarda Burjan                                        | 29 stycznia 2012(dts)                          | —                                            |

## VIII rok pontyfikatu
| Wyniesieni na ołtarze                       | Data beatyfikacji                               | Data kanonizacji                                   |
| ------------------------------------------- | ----------------------------------------------- | -------------------------------------------------- |
| Maria Agnieszka od Najświętszego Sakramentu | 21 kwietnia 2012(dts)                           | —                                                  |
| Piotr Adrian Toulorge                       | 29 kwietnia 2012(dts)                           | —                                                  |
| Hildegarda z Bingen                         | wpisana do martyrologium                        | 10 maja 2012(dts) (poprzez kanonizację równoważną) |
| Cecylia Eusepi                              | 17 czerwca 2012(dts)                            | —                                                  |
| Marian Arciero                              | 24 czerwca 2012(dts)                            | —                                                  |
| Jakub Berthieu                              | 17 października 1965(dts) (przez Pawła VI)      | 21 października 2012(dts)                          |
| Pietro Calungsod                            | 5 marca 2000(dts) (przez Jana Pawła II)         | 21 października 2012(dts)                          |
| Jan Chrzciciel Piamarta                     | 12 października 1997(dts) (przez Jana Pawła II) | 21 października 2012(dts)                          |
| Maria Carmen Sallés y Barangueras           | 15 marca 1998(dts) (przez Jana Pawła II)        | 21 października 2012(dts)                          |
| Marianna Cope                               | 14 maja 2005(dts)                               | 21 października 2012(dts)                          |
| Katarzyna Tekakwitha                        | 22 czerwca 1980(dts) (przez Jana Pawła II)      | 21 października 2012(dts)                          |
| Anna Schäffer                               | 7 marca 1999(dts) (przez Jana Pawła II)         | 21 października 2012(dts)                          |
| Maria Luisa Prosperi                        | 10 listopada 2012(dts)                          | —                                                  |
| Maria Troncatti                             | 24 listopada 2012(dts)                          | —                                                  |
| Łazarz Pillai                               | 2 grudnia 2012(dts)                             | 15 maja 2022(dts) (przez Franciszka)               |